# Публий Викрий
Публий Викрий (на латински: Publius Vicrius) e политик и сенатор на Римската империя през 2 век.
Вероятно е брат на Гай Викрий Руф, който е също суфектконсул през 145 г.
През 145 г. Публий е суфектконсул заедно с Гай Фадий Руф.